# Arthur Livingston
Arthur Livingston, né le 30 septembre 1883 à Northbridge, dans le Massachusetts, mort le 11 février 1944, est un professeur américain de langues et littératures romanes, traducteur et éditeur, qui fait connaître au public américain un certain nombre d'écrivains européens, dans l'Entre-Deux-Guerres.

## Biographie
Arthur Livingston obtient un A.B. à Amherst College en 1904 et un doctorat en langues romanes à l'université Columbia en 1910 .
Il enseigne l'italien au Smith College en 1908-1909 puis à l'université Cornell en 1910-1911. De 1911 à 1917, il est professeur de langues romanes à l'université Columbia.
Pendant la Première Guerre mondiale, Arthur Livingston est rédacteur au Bureau de la presse étrangère du Comité de l’information publique. Après la guerre, il fonde avec Paul Kennaday et Ernest Poole le service de presse étrangère, qui représente les auteurs étrangers sur les marchés anglophones. Il persuade de nombreux éditeurs américains qu'il existe un marché pour les auteurs étrangers aux États-Unis et contribue à faire connaître dans son pays des auteurs tels qu'Octave Aubry, Vicente Blasco Ibáñez, Giuseppe Antonio Borgese, Benedetto Croce, Claude Farrère, Guglielmo Ferrero, André Maurois, Alberto Moravia, Gaetano Mosca, Giovanni Papini, Vilfredo Pareto, Luigi Pirandello, Giuseppe Prezzolini et Guido da Verona .
En 1926, il reprend ses activités universitaires et notamment l'enseignement des langues romanes, qu'il assure de nouveau à l'université Columbia en 1935.

## Opinions politiques
Livingston s'oppose au fascisme et correspond avec un certain nombre d'intellectuels antifascistes en Italie, comme Laura de Bosis. Ses positions politiques lui occasionnent quelques difficultés à l'Université Columbia .

## Publications
Dans le cadre de ses travaux universitaires, Livingston est l'auteur de deux études consacrées à Gian Francesco Busenello .
Il est cependant principalement connu pour ses traductions . Il a traduit des œuvres d' Octave Aubry, de Vicente Blasco Ibáñez, Benedetto Croce ( The Conduct of Life, 1924), Claude Farrère, Guglielmo Ferrero, Alberto Moravia et Luigi Pirandello (Dutton, 1928). Sa traduction en quatre volumes du magnum opus de Vilfredo Pareto de 1916 sous le titre The Mind and Society (1935) a contribué à l'engouement pour cet auteur dans les années 1930, dans les cercles intellectuels américains, que des écrivains comme Bernard DeVoto ont suscitée.
Un recueil posthume des œuvres critiques de Livingston est publié en 1950 sous le titre Essays on Modern Italian Literature.